# István Ferenczi
István Ferenczi (né le 14 septembre 1977 à Győr) est un footballeur hongrois.

## Palmarès
- Championnat de Hongrie de football : 2006